# Cupa României 1981/82
Der Cupa României in der Saison 1981/82 war das 44. Turnier um den rumänischen Fußballpokal. Sieger wurde zum vierten Mal Dinamo Bukarest, das sich im Finale am 20. Juni 1982 gegen Zweitligist FC Baia Mare durchsetzen konnte. Da Dinamo auch die Meisterschaft für sich entscheiden konnte, qualifizierte sich Baia Mare für den Europapokal der Pokalsieger. Titelverteidiger Universitatea Craiova war durch eine Entscheidung des rumänischen Fußballverbandes im Achtelfinale ausgeschieden.

## Modus
Die Klubs der Divizia A stiegen erst in der Runde der letzten 32 Mannschaften ein. Ab dem Achtelfinale wurden alle Spiele – abgesehen vom Finale, das traditionell in Bukarest stattfand – auf neutralem Platz ausgetragen. Es wurde jeweils nur eine Partie ausgetragen. Stand diese nach 90 Minuten unentschieden, folgte eine Verlängerung von 30 Minuten. Falls danach noch immer keine Entscheidung gefallen war, wurde die Entscheidung im Elfmeterschießen herbeigeführt. Im Sechzehntelfinale kam im Falle eines Unentschiedens nach Verlängerung die auswärts spielende Mannschaft eine Runde weiter, bei Teams aus den gleichen Ligen wurde per Elfmeterschießen entschieden.

## Sechzehntelfinale
| Datum             |                    | Ergebnis              |                       |
| ----------------- | ------------------ | --------------------- | --------------------- |
| 25. November 1981 | Rapid Arad         | 1:2 n. V.             | FC Constanța          |
| 2. Dezember 1981  | Progresul Băilești | 0:3                   | Steaua Bukarest       |
|                   | Gloria Bistrița    | 2:0                   | Politehnica Timișoara |
|                   | Progresul Brăila   | 1:2                   | Universitatea Cluj    |
|                   | Rapid Bukarest     | 3:0                   | Progresul Bukarest    |
|                   | Gloria Buzău       | 2:1                   | UTA Arad              |
|                   | Minerul Certej     | 1:0                   | Jiul Petroșani        |
|                   | Muscelul Câmpulung | 1:2                   | Chimia Râmnicu Vâlcea |
|                   | Cimentul Medgidia  | 1:4                   | Dinamo Bukarest       |
|                   | Carpați Mârșa      | 2:1                   | AS Armata Târgu Mureș |
|                   | Înfrațirea Oradea  | 0:1                   | Universitatea Craiova |
|                   | FC Olt Scornicești | 0:0 n. V. (7:8 i. E.) | CS Târgoviște         |
|                   | FCM Brașov         | 3:1                   | SC Bacău              |
|                   | CSM Suceava        | 0:0 n. V.             | FC Argeș Pitești      |
|                   | Victoria Tecuci    | 2:4                   | Corvinul Hunedoara    |
| 3. Dezember 1981  | FC Baia Mare       | 2:0                   | Sportul Studențesc    |

## Achtelfinale
| Datum         |                       | Ergebnis  |                       | Ort        |
| ------------- | --------------------- | --------- | --------------------- | ---------- |
| 31. März 1982 | Rapid Bukarest        | 1:0       | Gloria Buzău          | Brăila     |
|               | Gloria Bistrița       | 3:2 n. V. | CS Târgoviște         | Brașov     |
|               | Chimia Râmnicu Vâlcea | 4:0       | Carpați Mârșa         | Hunedoara  |
|               | Dinamo Bukarest       | 1:0       | FC Constanța          | Ploiești   |
|               | Corvinul Hunedoara    | 2:1       | FCM Brașov            | Sibiu      |
|               | FC Argeș Pitești      | 1:0       | Steaua Bukarest       | Târgoviște |
|               | Minerul Certej        | 0:5 1     | Universitatea Craiova | Târgu Jiu  |
|               | FC Baia Mare          | 1:0 n. V. | Universitatea Cluj    | Zalău      |

## Viertelfinale
| Datum        |                  | Ergebnis |                       | Ort            |
| ------------ | ---------------- | -------- | --------------------- | -------------- |
| 26. Mai 1982 | Dinamo Bukarest  | 4:3      | Corvinul Hunedoara    | Brașov         |
|              | FC Baia Mare     | 2:1      | Chimia Râmnicu Vâlcea | Hunedoara      |
|              | Gloria Bistrița  | 3:0      | Minerul Certej        | Mediaș         |
|              | FC Argeș Pitești | 2:1      | Rapid Bukarest        | Râmnicu Vâlcea |

## Halbfinale
| Datum         |                 | Ergebnis              |                  | Ort         |
| ------------- | --------------- | --------------------- | ---------------- | ----------- |
| 16. Juni 1982 | Dinamo Bukarest | 1:0                   | Gloria Bistrița  | Brașov      |
|               | FC Baia Mare    | 1:1 n. V. (5:3 i. E.) | FC Argeș Pitești | Cluj-Napoca |

## Finale
| Paarung         | Dinamo Bukarest – FC Baia Mare |
| Ergebnis        | 3:2 (1:0) |
| Datum           | 20. Juni 1982 |
| Stadion         | Stadionul 23 August, Bukarest |
| Zuschauer       | 15.000 |
| Schiedsrichter  | Sever Drăgulici (Drobeta Turnu Severin) |
| Tore            | 1:0 Pompiliu Iordache (43.) 1:1 Constantin Dragomirescu (48.) 2:1 Dudu Georgescu (58.) 3:1 Dudu Georgescu (63.) 3:2 Alexandru Koller (82.)                                                                                 |
| Dinamo Bukarest | Dumitru Moraru, Marin Ion, Cornel Dinu, Adrian Bumbescu, Teofil Stredie, Gheorghe Mulțescu, Dudu Georgescu, Alexandru Custov, Pompiliu Iordache, Florea Văetuș, Costel Orac Cheftrainer: Valentin Stănescu                 |
| FC Baia Mare    | Vasile Moldovan, Imre Szepi, Miron Borz, Ioan Tătăran, Alexandru Koller, Cristian Ene, Radu Pamfil, Marin Sabău, Constantin Dragomirescu, Viorel Buzgău (65. Vasile Caciureac), Adalbert Rozsnai Cheftrainer: Paul Popescu |